# Myanmarisch-portugiesische Beziehungen
Die myanmarisch-portugiesischen Beziehungen beschreiben das zwischenstaatliche Verhältnis von Myanmar und Portugal. Die Länder unterhalten seit Januar 1981 direkte diplomatische Beziehungen. Die bilateralen Beziehungen sind erst schwach ausgeprägt, da es bisher nur wenig Berührungspunkte zwischen den beiden Ländern gab.

## Geschichte

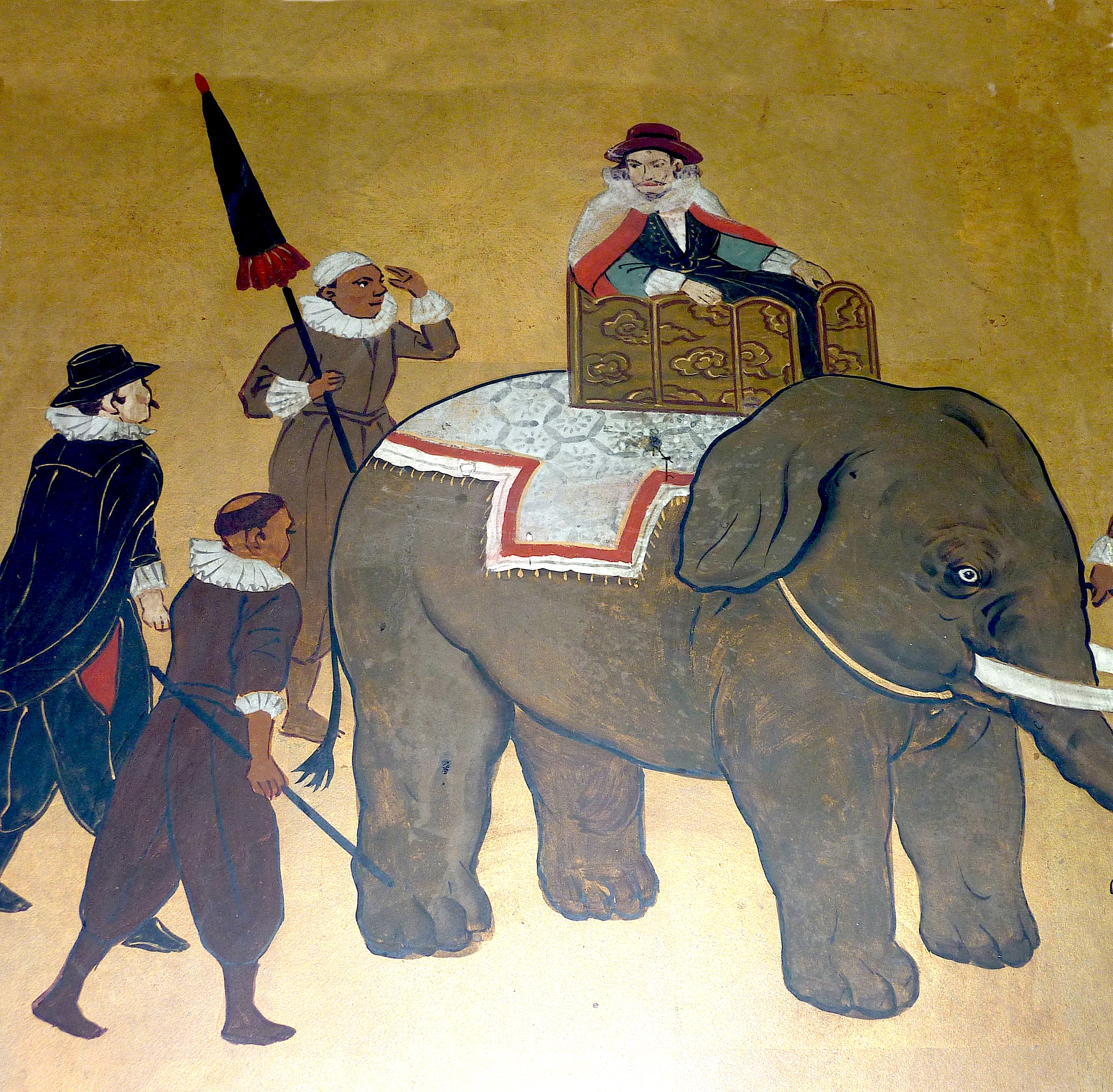
Syriams Herrscher Filipe de Brito e Nicote auf einem Elefanten, japanische Zeichnung aus der Namban-Epoche

1511 erreichte Afonso de Albuquerque das Königreich Siam. Er entsandte auch eine Delegation unter Führung von Rui Nunes da Cunha ins Pegu-Reich (heute Süd-Myanmar), mit dem Portugal fortan diplomatische Beziehungen unterhielt. 1519 schlossen Portugal und Pegu einen Handels- und Beistandsvertrag.
In den Konflikten zwischen birmanischen Herrschern und Siam verdingten sich portugiesische Söldner auf beiden Seiten. Dank seiner Kriegselefanten, aber auch portugiesischer Waffentechnik blieb der siamesische König Prajai aus der Ayutthaya-Dynastie 1538 schließlich siegreich.
Im 16. und 17. Jahrhundert entwickelte sich eine recht intensive portugiesische Anwesenheit im heutigen Myanmar. So dienten zahlreiche Portugiesen in Heeren und Marinen verschiedener Reiche nördlich des Rakhaing-Staates, zwischen der heutigen Grenze zu Bangladesch bis zum Negrais-Kap (auch Point Mawtini). In der früheren Hauptstadt Mrauk U und der Hafenstadt Sittwe geht man von noch auffindbaren Spuren portugiesischer Anwesenheit aus, die jedoch noch kaum untersucht sind. So weiß man, dass die Stadtmauern der Hauptstadt und das System der Schutzgräben in der Regierungszeit des Königs Min Bin (1531–1553) von Portugiesen geplant wurden. Die 350 Galeeren des Reiches wurden von Portugiesen geführt.
1595 eroberten die Arakanesen das südliche Königreich Pegu, nahe der heutigen Hauptstadt Rangun. Die Unternehmung wurde vom Portugiesen Filipe de Brito e Nicote befehligt, der etwas später die Stadt Syriam (port. Sirião, heute Thanlyin) gründete und sich als Nga Zinkar zum König eines gleichnamigen Reiches Syriam ausrufen ließ. Er regierte von 1601 bzw. 1605 bis 1613, als er nach der Eroberung seiner Stadt durch Anaukpetlun, König von Ava getötet wurde. Alle anwesenden Portugiesen und die meisten der übrigen Christen wurden in den Norden Avas deportiert.
In Syriam, gegenüber der heutigen Hauptstadt Rangun gelegen, ist die Ruine einer Kirche zu sehen, deren letzte Grabsteine aus Mitte des 18. Jahrhunderts stammen.
Im Erzbistum Mandalay, nahe der Stadt Shwebo, bestehen drei Dörfer der Bayingyi (oder auch Benanjy), ein aus dem Persischen stammender Begriff für Händler. Die Bewohner dieser Dörfer sind katholischen Glaubens und betrachten sich als Nachfahren Brito Nicotes. Bayingyi bzw. Benanjy wird in Myanmar auch als Bezeichnung für die katholische Bevölkerung allgemein verwendet.

## Diplomatie
Am 7. Februar 1983 akkreditierte sich José de Mello Gouveia, Botschafter Portugals in Bangkok, als erster portugiesischer Botschafter in der myanmarischen Hauptstadt Rangun. Portugal ist mit keiner eigenen Botschaft in Myanmar präsent, sondern über seine Vertretung in Thailand dort doppelakkreditiert (Stand Januar 2017).
Auch Myanmar unterhält keine eigene diplomatische Vertretung in Portugal, sondern ist dort über seine Botschaft in Italien akkreditiert.
Gegenseitige Konsulate sind bisher nicht eingerichtet (Stand 2016).

## Wirtschaft
Im Jahr 2016 exportierte Portugal Waren und Dienstleistungen im Wert von 0,61 Mio. Euro nach Myanmar (2015: 2,98 Mio.; 2014: 3,76 Mio.; 2013: 0,51 Mio.; 2012: 0,21 Mio.; 2011: 0,33 Mio.), davon 42,2 % Maschinen und Geräte, 26,3 % Leder und Häute und 9,0 % Chemisch-pharmazeutische Produkte.
Im gleichen Zeitraum lieferte Myanmar Waren und Dienstleistungen im Wert von 1,37 Mio. Euro an Portugal (2015: 1,23 Mio.; 2014: 3,1 Mio.; 2013: 0,49 Mio.; 2012: 0,22 Mio.; 2011: 0,04 Mio.), davon 89,3 % Landwirtschaftliche Erzeugnisse, 5,1 % Bekleidung und 3,6 % Leder und Häute.
Damit steht Myanmar für den portugiesischen Außenhandel an 134. Stelle als Abnehmer und an 132. Stelle als Lieferant. Im myanmarischen Außenhandel belegte Portugal 2015 den 55. Platz unter den Abnehmern und den 44. Platz unter den Lieferanten.